# アラブ系競走一覧
アラブ系競走一覧（アラブけいきょうそういちらん）とは、日本の中央、地方競馬において行われていたアングロアラブ系の競走をまとめたものである。
日本では純血アラブ種はほとんど生産されておらず、競馬においては「アラブ」「アラブ系」「アラ系」と称された競走はすべてアングロアラブ種による競走であった。欧米・中東諸国では現在も純血アラブ種の生産が行われて純血アラブ種の競馬の競走も盛んに開催されており、国際統括機関の国際アラブ競馬連盟も存在する。
以下は日本においてアラブ系（アングロアラブおよびアラブ系種）の競走馬を対象にした主な競走の一覧である。

## 中央競馬で行われたアングロアラブ系による重賞競走

### 平地
- 読売カップ（年2回。阪神競馬場、中山競馬場で交互に開催。当初は「読売賞（盾）争奪アラブ東西対抗戦」として施行）
- セイユウ記念（中山競馬場→福島競馬場→新潟競馬場→札幌競馬場。春の読売カップに代る競走として施行）
- シュンエイ記念（阪神競馬場→中京競馬場。秋の読売カップに変わる競走として施行。1983年以降はオープン特別に格下げ）
- アラブ王冠（年2回。当初は春は東京競馬場、秋は中山競馬場で行われたが、その後秋の競走が夏に移行し新潟競馬場に移動。1983年以降はオープン特別に格下げ）
- アラブ大賞典（年2回。中京競馬場。1983年以降はオープン特別に格下げ）
- タマツバキ記念（年2回→年1回。当初は京都競馬場で施行。後に阪神競馬場→函館競馬場に移動）

※セイユウ記念、タマツバキ記念は地方競馬全国交流戦に転換。シュンエイ記念、アラブ王冠、アラブ大賞典は特別競走に降格してその後廃止。その他の競走は全て廃止。
なお、1月の開催で行われていた「銀杯」（中山競馬場、京都競馬場で同日施行）は、重賞競走ではなく、特別競走であった。また末期のアラブ系競走においては、いわゆる中央場所で行われるアラブ系特別競走としては唯一のものであった。

### 障害
- 中山アラブ障害特別（中山競馬場）
- 東京アラブ障害特別（東京競馬場）
- アラブ大障害（阪神競馬場）

※現在すべて廃止。

## 地方競馬で行われたアングロアラブ系による重賞競走

### 地方競馬の全国交流戦
全国の地方競馬のみならず、かつては中央競馬のアラブ系競走馬を招待した競走も存在した。
しかし大半の競走が廃止されたため、2006年はタマツバキ記念1競走のみであった。2007年はタマツバキ記念、全日本ローゼンホーマ記念の2競走が行われ、同年をもって全国交流戦は廃止された。
- 2歳
  - 全日本アラブ争覇（川崎競馬場。廃止）
  - 全日本2歳アラブ優駿（福山競馬場。廃止）
- 3歳
  - 楠賞全日本アラブ優駿（園田競馬場。廃止）
  - 全日本アラブグランプリ（福山競馬場。廃止）
- 古馬
  - 全日本アラブ大賞典（大井競馬場。廃止）
  - セイユウ記念（中央競馬から移行。当初は持ち回り。最終的に金沢競馬場で行われた。廃止）
  - タマツバキ記念（中央競馬から移行。当初は持ち回り。最終的に福山競馬場で行われた。2007年をもって廃止）
  - 全日本ローゼンホーマ記念（2007年のみ全国交流で実施、同年にて廃止）
- 古馬牝馬
  - 全日本アラブクイーンカップ（園田競馬場。廃止）

### 地域交流戦
平素の交流は少ないものの、地理的に近い地域での交流競走は多数行われていた。しかしその対象範囲は競走毎に異なるため複雑であった（北日本、東日本、西日本、東北、東海北陸、九州など）。以下に主な競走を挙げるが、アラブ系競走の縮小に伴い現在は行われていない。
- 東北アラブチャンピオン（東北地区交流。盛岡競馬場、水沢競馬場、上山競馬場、新潟競馬場で持ち回り。廃止）
- 北日本アラブ優駿（北日本地区交流。水沢競馬場で施行。岩手競馬100周年を記念し創設された。廃止）
- アラブチャンピオン賞（笠松競馬場。廃止）
- 山陽杯（園田競馬場、福山競馬場で持ち回り。廃止）
- 西日本アラブダービー（福山競馬場。兵庫以西交流。全国交流の「全日本アラブグランプリ」に転換。廃止）
- 西日本地区招待アラブ大賞典→西日本アラブ大賞典（佐賀競馬場。兵庫以西交流。廃止）
- 九州アラブチャンピオン（九州地区交流。佐賀競馬場、荒尾競馬場、中津競馬場で持ち回り。廃止）

### 地域限定戦
地域限定戦においても、全国交流戦並みの賞金で行われる競走も存在する。かつて大井競馬場で行われたアラブダービーは南関東所属馬限定であったが、楠賞全日本アラブ優駿に並ぶ賞金を誇った。2006年は、福山大賞典が福山所属馬限定ながらアラブ系競走としては全国一高額であった。しかし地域限定戦においても年々廃止され、2009年をもって全廃された。
- 福山さつき賞（福山競馬場。廃止）
- 福山アラブマイラーズ（福山競馬場。廃止）
- 紅葉賞（福山競馬場。廃止）